# Lagidium wolffsohni
Espèce
Statut de conservation UICN

 DD  : Données insuffisantes
Lagidium wolffsohni est une espèce de mammifères rongeurs de la famille des Chinchillidés. C'est une viscache d'Amérique du Sud que l'on rencontre en Argentine et au Chili, sur les pentes rocheuses de montagne, à très haute altitude. Elle a été beaucoup chassée pour sa fourrure ou sa chair et les informations sur l'état des populations au XXIe siècle sont rares.
L'espèce est décrite pour la première fois en 1907 par le mammalogiste anglais Michael Rogers Oldfield Thomas (1858-1929). 